# エレオノーレ・マリア・ヨーゼファ・フォン・エスターライヒ
エレオノーレ・マリア・ヨーゼファ・フォン・エスターライヒ（ドイツ語名：Eleonore Maria Josefa von Österreich, 1653年5月21日 - 1697年12月17日）は、神聖ローマ皇帝フェルディナント3世の次女で、ポーランド王ミハウの妃、のちロレーヌ公シャルル5世の妃。ポーランド語名はエレオノーラ・マリア・ユゼファ・ハブスブルザンカ（Eleonora Maria Józefa Habsburżanka）。フランス語名はエレオノール・マリー・ジョゼフ・ドートリッシュ（Eléonore Marie Josèphe d'Autriche）。
神聖ローマ皇帝フランツ1世の祖母にあたる。

## 生涯
神聖ローマ皇帝フェルディナント3世と3人目の皇后エレオノーレの娘として、レーゲンスブルクで生まれた。母エレオノーレにとっては第1子である。
1670年、ポーランド王ミハウと結婚したが、同性愛者であったというミハウとの間には子供はなく、3年後に死別した。
1678年、ウィーナー・ノイシュタットでロレーヌ公シャルル5世と再婚し、6子をもうけた。
- レオポール・ジョゼフ（1679年 - 1729年） - ロレーヌ公
- シャルル・ジョゼフ（ドイツ語版）（1680年 - 1715年） - トリーア選帝侯
- エレオノール（1682年、夭折）
- シャルル・フェルディナン（1683年 - 1685年）
- ジョゼフ（1685年-1705年）
- フランソワ・アントワーヌ（1689年 - 1715年） - 修道院長

エレオノーレは44歳でリンツにて死去し、ウィーンの皇室納骨堂に葬られた。